# Iván Salvador
Iván Salvador Edú (Hospitalet de Llobregat, España, 11 de diciembre de 1995), conocido como Iban Salvador o Iban Edú, es un futbolista profesional hispano-ecuatoguineano que juega como centrocampista para el Wisła Płock de la I Liga de Polonia y para la selección de Guinea Ecuatorial.

## Biografía
Salvador nació el 11 de diciembre de 1995 en la ciudad de Hospitalet de Llobregat, en la provincia  de Barcelona. Es hijo de españoles. Sus abuelos maternos, un ecuatoguineano y una gallega, emigraron a Cataluña en los 1960 desde la antigua Guinea Española. Debido al origen de su abuelo materno, tiene la doble nacionalidad hispano-ecuatoguineana.

## Trayectoria
Salvador se formó enteramente en la escuela formativa del CE L'Hospitalet de su localidad natal.
El 19 de agosto de 2012 jugó con el primer equipo hospitalense por la Copa Cataluña y, diez días más tarde, en la Copa del Rey. Sin embargo, su debut en liga con el Hospitalet solo ocurriría un año más tarde, en el inicio de la temporada 2013/14 de Segunda División B, a la edad de 17 años. En esa temporada se destaparía como uno de los grandes talentos producidos en los últimos años por la cantera hospitalense, disputando un total de 26 encuentros, 13 de ellos como titular, y marcando 5 goles.
La madurez demostrada como futbolista pese a su corta edad y su enorme calidad llamaron la atención del Valencia CF quién le tanteó para incorporarlo a su filial. Finalmente el 4 de agosto de 2014 se anuncia su fichaje por el Valencia Mestalla CF de cara a la temporada 2014/15.'
Salvador, de 20 años, debutó la temporada 2015-16 con el Valencia en las semifinales de la Copa del Rey ante el FCBarcelona. Con la eliminatoria ya decidida, jugó los últimos diez minutos y recibió una tarjeta amarilla.
En julio de 2016 firmó por el Real Valladolid.
En enero de 2017 abandonó temporalmente el Real Valladolid, al que está vinculado hasta 2019, para incorporarse a la UCAM Murcia Club de Fútbol como cedido hasta junio. En la primera vuelta de la temporada 2016/17 había sumado 10 partidos de Liga (5 como titular, 1 gol), y 2 encuentros de Copa con el cuadro blanquivioleta.
En verano de 2017 Salvador regresó al Real Valladolid después de una cesión satisfactoria a nivel personal, pero en la que no puede logra el objetivo de salvar a la UCAM Murcia Club de Fútbol del descenso a Segunda División B.
Desde principio de temporada comienza como titular, teniendo un papel protagonista para el nuevo entrenador Luis César Sampedro, anotando 3 goles en las primeras 10 jornadas y siendo uno de los jugadores con más minutos. 
A fines de enero de 2018 fue cedido por el Valladolid a la Cultural y Deportiva Leonesa, también de Segunda División.
En 2018 firmó con el Celta de Vigo para jugar durante la temporada 2018-19 en su filial de Segunda División B, donde marcaría 10 goles en 33 partidos.
En julio de 2019 se convirtió en el primer fichaje del Fuenlabrada en Segunda División, el ariete llegaría traspasado por dos temporadas. Firma hasta 2021 con la posibilidad de que el Celta de Vigo lo repesque en la primera de estas dos campañas. El delantero antes de llegar a Fuenlabrada ya había disputado un total de 54 partidos repartidos en Valladolid (dos etapas), UCAM Murcia y Cultural Leonesa.
Después de cuatro años en Fuenlabrada y más de cien partidos, en julio de 2023 rescindió su contrato para marcharse a la A. D. Ceuta F. C. A los dos meses de su llegada puso rumbo a Polonia, donde jugó para el Miedź Legnica y el Wisła Płock.

## Selección nacional
Salvador es internacional absoluto por Guinea Ecuatorial desde 2015, formó parte de la plantilla ecuatoguineana que ocupó el cuarto lugar en la Copa Africana de Naciones de ese año.
Salvador fue convocado por la selección de fútbol de Guinea Ecuatorial por primera vez en celebración de la Copa Africana de Naciones 2015, debutando el 18 de enero de ese año en el partido inaugural contra Congo. Fue una de las revelaciones de su selección en el empate ante los Diablos Rojos (1:1). En dicha competición marcó su primer gol como internacional en el histórico encuentro entre Guinea Ecuatorial y Gabón en el cual la victoria ecuatoguineana otorgó al Nzalang el pase a los cuartos de final. 

### Goles internacionales
| # | Fecha                   | Lugar       | Rival           | Gol | Resultado final | Competición                                                 |
| - | ----------------------- | ----------- | --------------- | --- | --------------- | ----------------------------------------------------------- |
| 1 | 25 de enero de 2015     | Bata        | Gabón           | 0–2 | 0-2             | Copa Africana de Naciones 2015                              |
| 1 | 29 de marzo de 2015     | Abiyán      | Costa de Marfil | 0–1 | 1–1             | Amistoso                                                    |
| 1 | 15 de noviembre de 2020 | Bata        | Libia           | 1–0 | 1–0             | Clasificación para la Copa Africana de Naciones de 2021     |
| 1 | 7 de septiembre de 2021 | Malabo      | Mauritania      | 1–0 | 1–0             | Clasificación de CAF para la Copa Mundial de Fútbol de 2022 |
| 1 | 28 de marzo de 2023     | Francistown | Botsuana        | 1-3 | 2–3             | Amistoso                                                    |

## Estadísticas
Actualizado al último partido disputado el 27 de mayo de 2023.
| Club                                  | Temporada           | Liga     | Liga  | Copa         | Copa         | TOTAL    | TOTAL |
| Club                                  | Temporada           | Partidos | Goles | Partidos     | Goles        | Partidos | Goles |
| ------------------------------------- | ------------------- | -------- | ----- | ------------ | ------------ | -------- | ----- |
| C. E. L'Hospitalet · España           | 2012/13             | 0        | 0     | 1            | 0            | 1        | 0     |
| C. E. L'Hospitalet · España           | 2013/14             | 20       | 5     | 0            | 0            | 20       | 5     |
| C. E. L'Hospitalet · España           | Total               | 20       | 5     | 1            | 0            | 21       | 5     |
| Valencia C. F. Mestalla · España      | 2014/15             | 29       | 3     | Inaccesibles | Inaccesibles | 29       | 3     |
| Valencia C. F. Mestalla · España      | 2015/16             | 26       | 5     | Inaccesibles | Inaccesibles | 26       | 5     |
| Valencia C. F. Mestalla · España      | Total               | 55       | 8     | —            | —            | 55       | 8     |
| Valencia C. F. · España               | 2015/16             | 0        | 0     | 1            | 0            | 1        | 0     |
| Real Valladolid C. F. · España        | 2016/17             | 10       | 1     | 2            | 0            | 12       | 1     |
| UCAM Murcia C. F. · España · (cedido) | 2016/17             | 15       | 1     | 0            | 0            | 15       | 1     |
| Real Valladolid C. F. · España        | 2017/18             | 19       | 3     | 1            | 0            | 20       | 3     |
| Real Valladolid C. F. · España        | Total               | 29       | 4     | 3            | 0            | 32       | 4     |
| Cultural Leonesa · España · (cedido)  | 2017/18             | 9        | 0     | 0            | 0            | 9        | 0     |
| R. C. Celta de Vigo "B" · España      | 2018/19             | 33       | 10    | Inaccesibles | Inaccesibles | 33       | 10    |
| C. F. Fuenlabrada · España            | 2019/20             | 24       | 4     | 1            | 0            | 25       | 0     |
| C. F. Fuenlabrada · España            | 2020/21             | 31       | 2     | 2            | 0            | 33       | 2     |
| C. F. Fuenlabrada · España            | 2021/22             | 13       | 0     | 1            | 0            | 14       | 0     |
| C. F. Fuenlabrada · España            | 2022/23             | 30       | 2     | 1            | 0            | 31       | 2     |
| C. F. Fuenlabrada · España            | Total               | 98       | 8     | 5            | 0            | 103      | 8     |
| Miedź Legnica · Polonia               | 2023/24             | 19       | 1     | 1            | 0            | 20       | 1     |
| Wisła Płock · Polonia                 | 2024/25             |          |       |              |              |          |       |
| Total en su carrera                   | Total en su carrera | 268      | 37    | 11           | 0            | 289      | 37    |

## Vida personal
Salvador tiene dos hijos.[cita requerida]